# Lepidobotryaceae

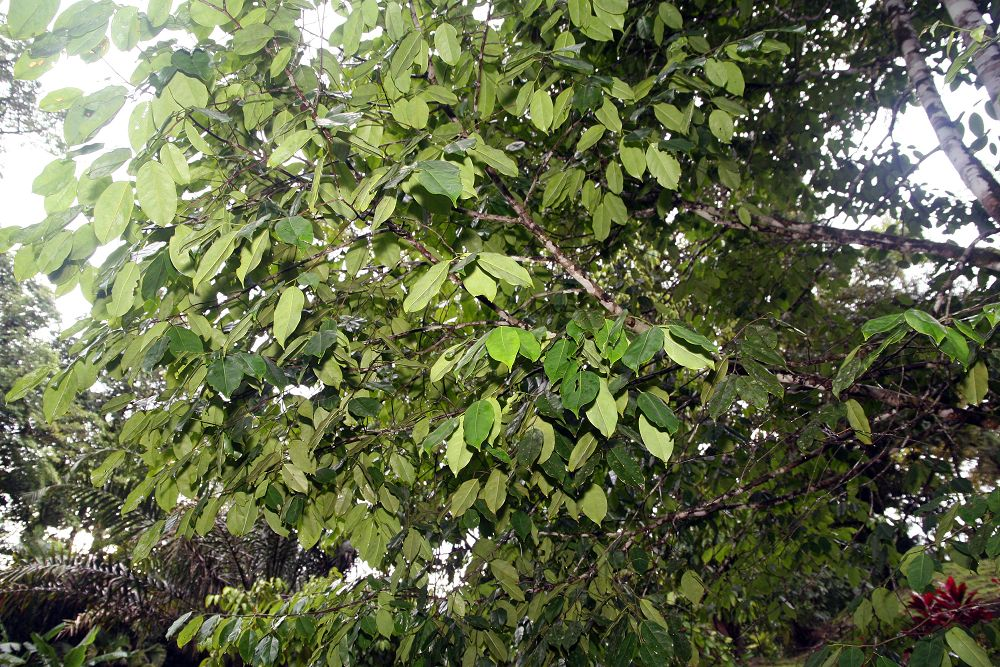
Ruptiliocarpon caracolito (hábito).

Lepidobotryaceae é uma família de plantas com flor, pertencente à ordem Celastrales, que agrupa apenas dois géneros monotípicos de arbustos ou pequenas árvores. A família tem distribuição disjunta ocorrendo nas regiões de clima tropical da África Ocidental, da América Central e do norte da América do Sul.

## Descrição

### Morfologia
A família Lepidobotryaceae agrupa dois géneros de pequenas árvores dioicas com folhas de filotaxia alternada arranjadas em duas filas ao longo dos ramos. A lâmina foliar é elíptica e a margem é inteira. Este posicionamento das folhas confere às folhas uma aparência similar à de folhas compostas, quando na verdade são unifoliolares. Uma folha unifoliolar é um tipo de folha composta que consiste num único folíolo montado no final de uma ráquis foliar. A ráquis é articulada no ponto onde o folíolo está inserido. Nas Lepidobotryaceae, essa articulação é ladeada por uma única estipela alongada existindo um par de pequenas estípulas inseridas em torno do ponto de inserção do pecíolo no caule. Após o surgimento da folha, a estipela e as estípulas caem.
As flores ocorrem em inflorescências com inserção oposta às folhas. As flores são pequenas, esverdeadas, com 5 sépalas e 5 pétalas. As sépalas e pétalas são similares em tamanho e aparência, totalmente livres ou apenas unidas na base.
No botão floral, a  prefloração das sépalas é em quincôncio, ou seja as sépalas estão arranjadas de forma que duas estão na camada interior, duas na camada exterior e uma com uma margem exposta e a outra recoberta.
O disco nectarífero é carnudo em Lepidobotrys, mas alongado e tubular em Ruptiliocarpon. Os estames estão agrupados em dois verticilos cada um deles com 5 peças, estando num verticilo inseridos em oposição às pétalas, no outro inseridos em oposição às sépalas. Os estamos inserido no verticilo externo, em oposição às sépalas, são mais longos.
Os filamentos estaminais são fundidos na base, apenas em pequena extensão em Lepidobotrys, mas formando uma extensão do nectário tubular em Ruptiliocarpon. O pólen é produzido em quatro tecas em cada antera. Os estigmas são alongados, assemelhando-se a falsos estiletes, formando estruturas morfológicas conhecidas por estilódios. O ovário está localizado no interior da estrutura floral, em vez de abaixo, como é mais comum. Apresenta dois ou três lóculos, com dois óvuloss por lóculo. Os óvulos estão placentados na partição que separa os lóculos, próximo do seu ápice.
O fruto é uma cápsula com uma, ou raramente duas, sementes. As sementes são negras e parcialmente recobertas por um  arilo alaranjado.

## Filogenia e sistemática

### Filogenia
Análises das sequências de DNA do gene rbcL (da subunidade RuBisCO) demonstraram que as famílias Lepidobotryaceae, Parnassiaceae e Celastraceae formam um clado fortemente suportado. Tal conduziu a que essas três famílias fossem incluídas na ordem Celastrales (com a antiga família Parnassiaceae posteriormente a ser absorvida palas Celastraceae para evitar que esta última fosse parafilética). Esta opção tem vindo a ganhar suporte com os estudos de filogenética molecular que têm vindo a ser feitos.
As famílias nas quais o género Lepidobotrys esteve colocado, as Linaceae e as Oxalidaceae, agora são inseridas respectivamente nas ordens Malpighiales e Oxalidales, agrupamentos taxonómicos que estão intimamente relacionadas com a ordem Celastrales, já que as ordens Celastrales, Oxalidales e Malpighiales, formam um grupo conhecido como o clado COM das rosáceas.
A estrutura e enquadramento da família é a que consta do seguinte cladograma:
| Lepidobotryaceae | \| \| Lepidobotrys \| \| \| \| \| \| Ruptiliocarpon \| \| \| \| |
|                  | \| \| Lepidobotrys \| \| \| \| \| \| Ruptiliocarpon \| \| \| \| |
|                  | Celastraceae                                                    |
|                  |                                                                 |
|                  | Lepidobotrys                                                    |
|                  |                                                                 |
|                  | Ruptiliocarpon                                                  |
|                  |                                                                 |

|  | Lepidobotrys   |
|  |                |
|  | Ruptiliocarpon |
|  |                |

### Sistmática
A família Lepidobotryaceae foi proposta em 1950 por Jean Joseph Gustave Léonard e publicada no Bulletin du Jardin Botanique de l'État 20, p. 38. O género tipo é Lepidobotrys Engl..
Na sua presente circunscrição taxonómica, a família Lepidobotryaceae inclui apenas dois géneros monotípicos, cada um com uma única espécie (embora alguns autores incluam um terceiro género).A família apresenta uma distribuição disjunta, ocorrendo nas regiões tropicais da África Ocidental e da América Central e norte da América do Sul.
O enquadramento taxonómico destas espécies foi sempre controverso. Foram variadamente colocadas nas Linaceae (Engler 1903), nas Oxalidaceae (Hutchinson 1973, Cronquist 1981), na ordem Oxalidales (apenas Lepidobotrys Takhtajan 1997), nas Meliaceae (apenas Ruptiliocarpon Takhtajan 1997), nas Euphorbiaceae e na ordem Sapindales (Hammel & Zamora 1993, Tobe & Hammel 1993). Os resultados obtidos com recurso à filogenética molecular demonstraram contudo que as Lepidobotryaceae são o grupo irmão das Celastraceae, presentemente na ordem Celastrales.
Os dois géneros monotípicos que constituem a família Lepidobotryaceae têm a seguinte distribuição:
- Lepidobotrys Engl.:
  - Lepidobotrys staudtii Engl.: nas regiões tropicais da África Ocidental.
- Ruptiliocarpon Hammel & N.Zamora:
  - Ruptiliocarpon caracolito Hammel & N.Zamora: com distribuição disjunta nas regiões de clima tropical da América Central e do norte da América do Sul.

## Galeria

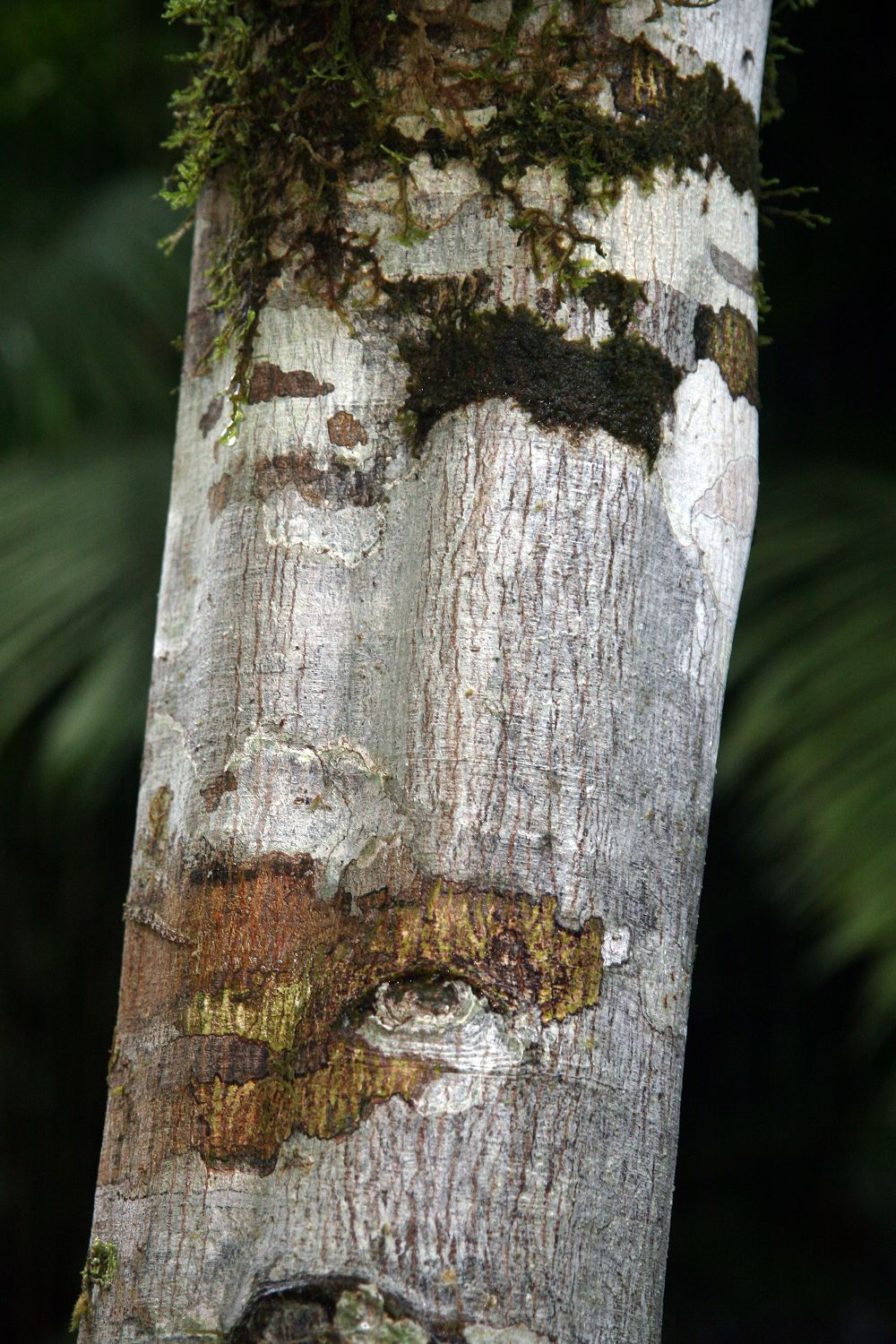
Tronco de Ruptiliocarpon caracolito.
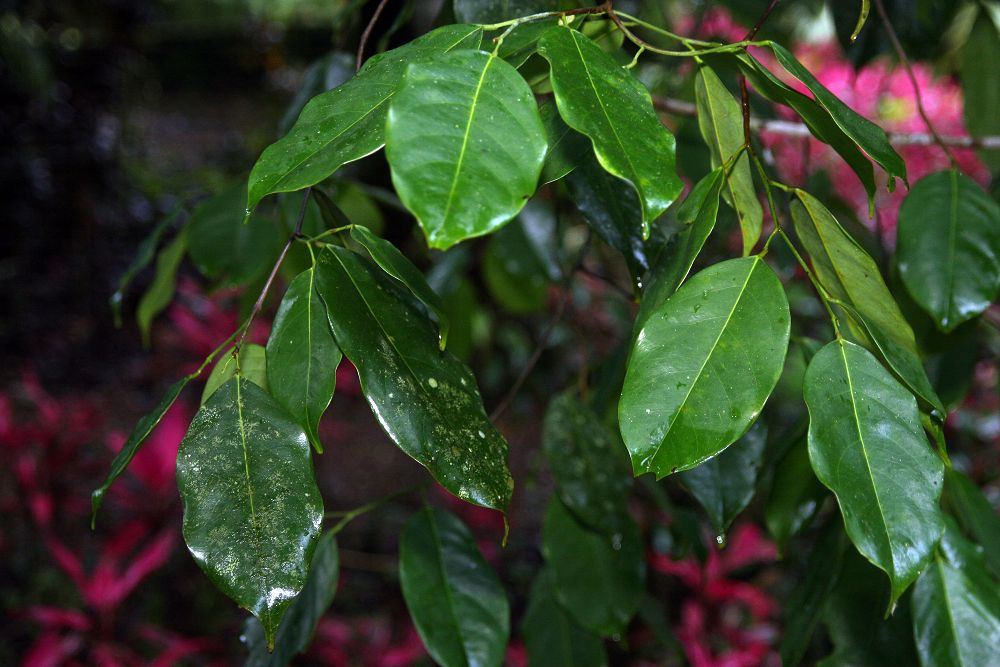
Folhagem de Ruptiliocarpon caracolito.
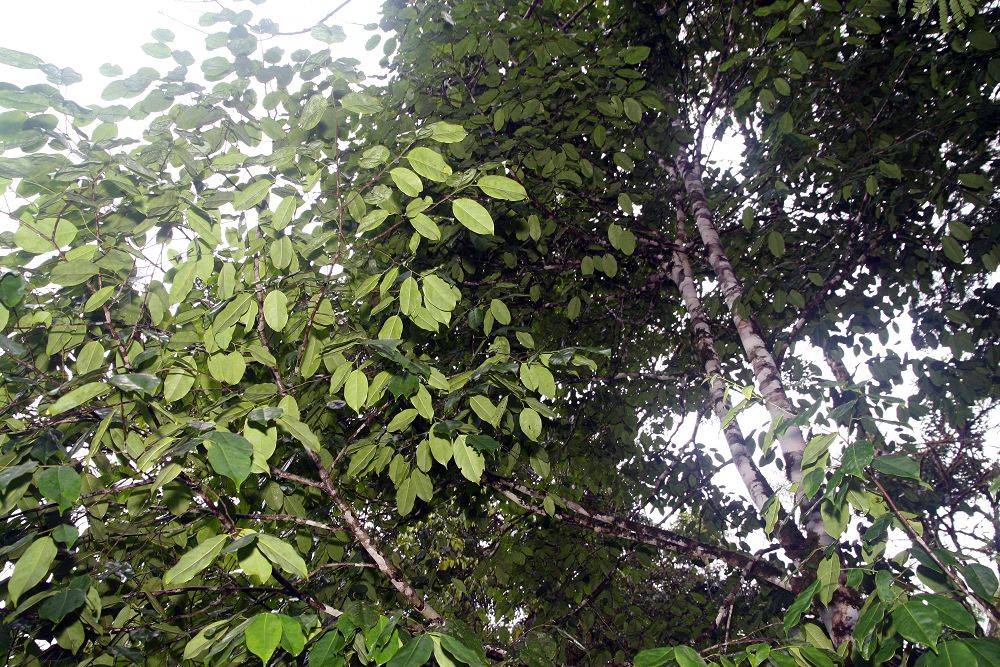
Hábito de Ruptiliocarpon caracolito.
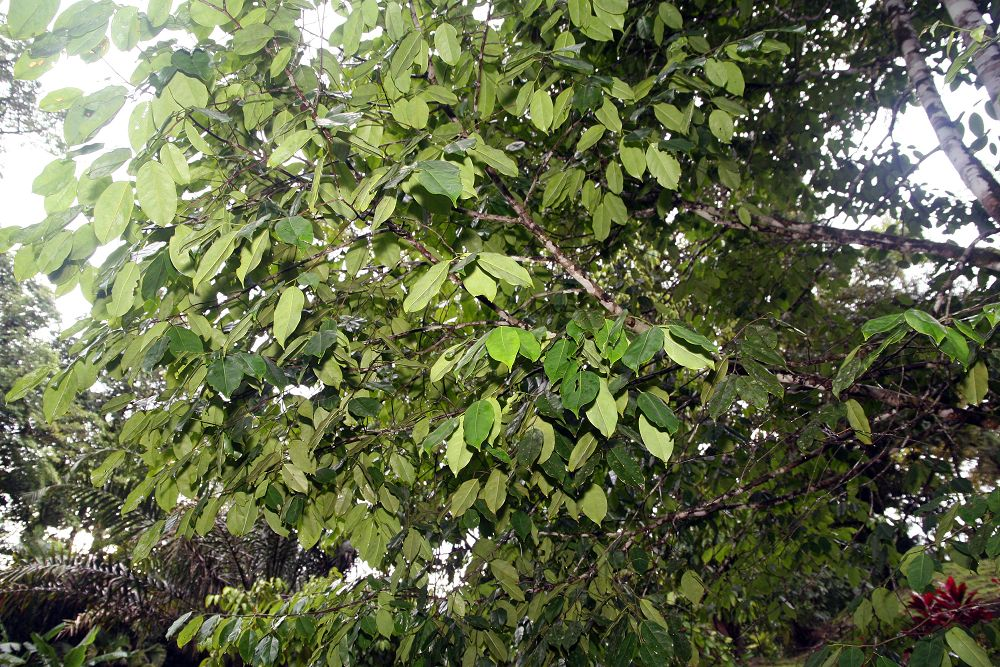
Hábito de Ruptiliocarpon caracolito.